# Thẩm vấn

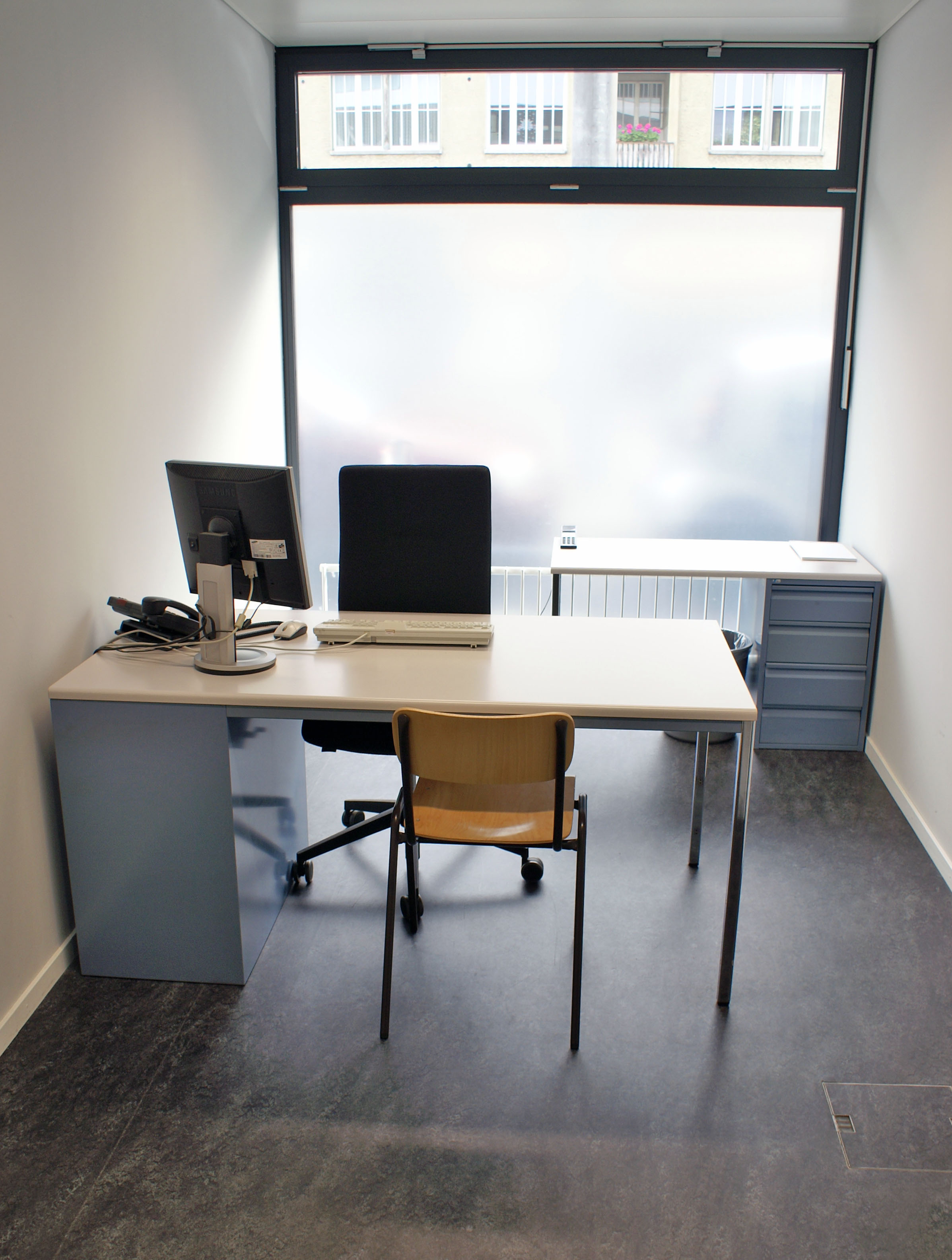
Một phòng thẩm vấn của cảnh sát ở Thụy Sĩ.

Thẩm vấn  là dạng phỏng vấn khi các nhân viên thực thi pháp luật, quân nhân và các nhân viên cơ quan tình báo thực hiện với mục tiêu lấy được thông tin hữu ích. Việc thẩm vấn có thể liên quan đến một loạt các kỹ thuật, từ việc phát triển mối quan hệ với đối tượng đến tra tấn đối tượng.

## Kỹ thuật

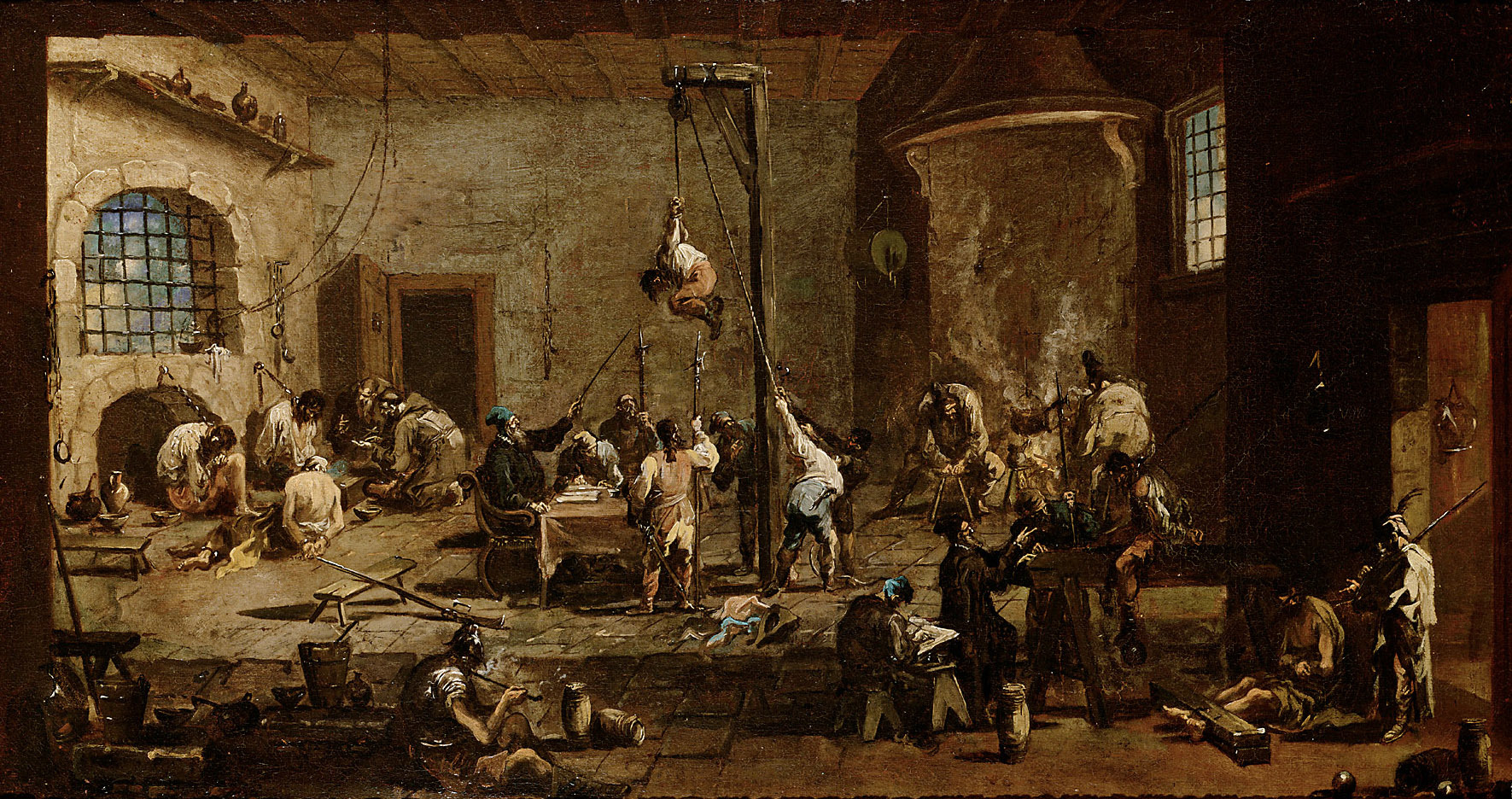
Các cuộc thẩm vấn trong nhà tù, của Alessandro Magnasco, c. 1710

Có nhiều kỹ thuật được sử dụng để thẩm vấn bao gồm lừa dối, tra tấn, tăng khả năng gợi ý và sử dụng các loại thuốc làm thay đổi tâm trí.

### Gợi ý
Khả năng gợi ý của một người là họ sẵn sàng chấp nhận và hành động theo đề xuất của người khác như thế nào. Các thẩm vấn viên sẽ tìm cách tăng khả năng gợi ý của một đối tượng. Các phương pháp được sử dụng để tăng khả năng gợi ý có thể bao gồm gây thiếu ngủ vừa phải, tiếp xúc với nhiễu trắng liên tục và sử dụng các loại thuốc GABAergic như natri amytal hoặc natri thiopental. Việc cố gắng tăng khả năng gợi ý của một đối tượng thông qua các phương pháp này có thể vi phạm luật pháp địa phương và quốc gia liên quan đến việc đối xử với người bị giam giữ, và trong một số lĩnh vực có thể bị coi là tra tấn. Thiếu ngủ, tiếp xúc với nhiễu trắng và sử dụng thuốc có thể ức chế rất nhiều khả năng của người bị giam giữ để cung cấp thông tin trung thực và chính xác.

### Lừa dối
Lừa dối có thể tạo thành một phần quan trọng của việc thẩm vấn hiệu quả. Ở Hoa Kỳ, không có luật pháp hay quy định nào cấm người thẩm vấn nói dối về sức mạnh của vụ án của họ, đưa ra những tuyên bố sai lệch hoặc ngụ ý rằng người được phỏng vấn đã bị người khác liên quan đến tội ác.
Như đã lưu ý ở trên, theo truyền thống, vấn đề lừa dối được xem xét từ góc độ của người thẩm vấn tham gia lừa dối đối với cá nhân bị thẩm vấn. Gần đây, các nghiên cứu đã hoàn thành liên quan đến các phương pháp phỏng vấn hiệu quả được sử dụng để thu thập thông tin từ các cá nhân đạt điểm từ trung bình đến cao về các biện pháp tâm lý học và tham gia vào sự lừa dối hướng đến người thẩm vấn đã xuất hiện trong tài liệu. Tầm quan trọng của việc cho phép người được phỏng vấn tâm lý nói dối người này với người khác và không đối đầu cho đến khi tất cả những lời nói dối được đưa ra là điều cần thiết khi mục tiêu là sử dụng cuộc phỏng vấn để lấy được những lời khai không thể lấy được được trong việc phỏng vấn trước phiên tòa trong tương lai.

### Tín hiệu dùng lời nói và không dùng lời nói
Mục đích chính của kỹ thuật này là điều tra mức độ các đặc điểm bằng lời nói và phi ngôn ngữ của những người nói dối và những người nói sự thật thay đổi trong quá trình thẩm vấn nhiều lần. Nó đã chỉ ra rằng những kẻ nói dối sẽ ít cười hơn, tự thao tác, tạm dừng và ít nhìn lại hơn so với những người nói thật. Theo Granhag & Strömwall, có ba cách tiếp cận hành vi lừa đảo không lời. Đầu tiên là cách tiếp cận dùng cảm xúc, mà cho thấy những kẻ nói dối sẽ thay đổi hành vi của họ dựa trên cảm xúc tình cảm của chính họ. Ví dụ, nếu một đối tượng nói dối và họ bắt đầu cảm thấy tội lỗi, họ sẽ chuyển ánh mắt sang chỗ khác. Cách tiếp cận thứ hai là cách tiếp cận nhận thức, cho thấy rằng nói dối đòi hỏi nhiều suy nghĩ hơn là nói sự thật, do đó, có thể dẫn đến một kẻ nói dối sẽ mắc nhiều lỗi hơn khi nói.  Cuối cùng, phương pháp kiểm soát đã cố gắng cho thấy một đối tượng đang nói dối sẽ cố tỏ ra bình thường hoặc trung thực và sẽ cố gắng điều chỉnh hành vi của họ để khiến bản thân trở nên đáng tin cậy.

### Tự hào và bản ngã (lên hoặc xuống)
Có hai kỹ thuật tự hào và bản ngã được sử dụng trong thẩm vấn. Một là cách tiếp cận tự hào và bản ngã lên, trong khi cách còn lại là cách tiếp cận tự hào và bản ngã xuống. Cách tiếp cận tự hào và bản ngã liên quan đến việc tìm kiếm thông tin từ một chủ đề thông qua việc sử dụng những lời tâng bốc và khen ngợi liên tục. Khi đối tượng liên tục được khen ngợi, người thẩm vấn hy vọng rằng thông qua việc nói về chủ đề này ở một khía cạnh tích cực, anh ta hoặc cô ta sẽ cung cấp thông tin cần thiết. Ngược lại, cách tiếp cận tự hào và bản ngã xuống xảy ra khi người thẩm vấn hạ thấp và lăng mạ đối tượng, với mục đích để đối tượng cung cấp thông tin. Người thẩm vấn sẽ chửi mắng/xúc phạm đối tượng, hy vọng rằng, cuối cùng, đối tượng sẽ cố gắng cứu vãn cảm giác tự hào hoặc giá trị bản thân của mình bằng cách nói ra điều gì đó.

### Cớm tốt cớm xấu

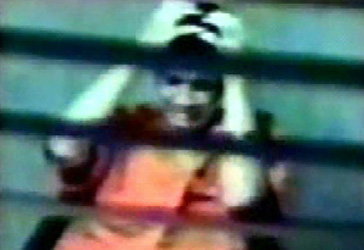
Omar Khadr bứt tóc vì thất vọng trong cuộc thẩm vấn của các quan chức Canada, tháng 2/2003

Một kỹ thuật phổ biến được sử dụng trong thẩm vấn là Cớm tốt/Cớm xấu. Với kỹ thuật này, hai sĩ quan sẽ giả vờ đứng về phía đối nghịch nhau trong khi tương tác với một đối tượng. Trong khi 'cảnh sát xấu' dường như chống lại đối tượng, thì 'cảnh sát tốt' dường như đứng về phía đối tượng, đồng cảm và thậm chí bảo vệ đối tượng. Mục đích của kỹ thuật này là để đối tượng nghĩ rằng anh ta hoặc cô ta có thể tâm sự với 'cảnh sát tốt', do đó cung cấp cho "cảnh sát tốt" thông tin có thể giúp tiếp tục khám phá vụ án.

### Thuốc làm thay đổi tâm trí
Việc sử dụng ma túy trong thẩm vấn là không hiệu quả và bất hợp pháp. Cơ quan Nguyên tắc Bảo vệ Tất cả mọi người dưới bất kỳ hình thức giam giữ hoặc giam cầm nào (được Đại hội đồng Liên Hợp Quốc thông qua như nghị quyết 43/173 ngày 9 tháng 12 năm 1988)  cấm "các phương thức thẩm vấn làm giảm khả năng đánh giá." Hơn nữa, Hiệp hội Y khoa Thế giới và Hiệp hội Y khoa Hoa Kỳ đều cấm các bác sĩ tham gia thẩm vấn.
Trước đây, các chất làm thay đổi tâm trí khác nhau đã được thử là " huyết thanh nói thật ", bao gồm natri pentothal, natri amytal và scopolamine. Trong bối cảnh Project MKUltra, CIA đã tiến hành thử nghiệm LSD như một huyết thanh ní thật tiềm năng, bắt đầu từ những năm 1950.

### Tra tấn

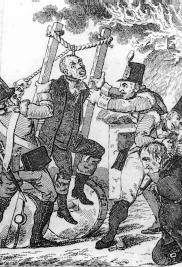
Nửa treo cổ người bị nghi ngờ là người Ai-len do quân đội chính phủ thực hiện vào năm 1798

Lịch sử của việc sử dụng tra tấn của nhà nước trong các cuộc thẩm vấn kéo dài hơn 2.000 năm ở Châu Âu - mặc dù nó được công nhận sớm nhất khi bồi thẩm đoàn đế quốc La Mã Ulpian trong thế kỷ thứ ba, rằng thông tin lời khai lấy bằng cách cưỡng bức là lừa dối và không đáng tin. Ulpian nói "Không có cách nào để có được sự thật" từ những người có sức mạnh để chống lại, trong khi những người khác mà không thể chịu đựng nỗi đau, "sẽ nói bất kỳ lời nói dối nào hơn là phải chịu đựng đau đớn." 
Việc sử dụng tra tấn như một kỹ thuật điều tra đã làm suy yếu sự trỗi dậy của Cơ đốc giáo vì nó được coi là "đi ngược lại với giáo huấn của Chúa Kitô", và vào năm 866, Giáo hoàng Nicholas I đã cấm việc tra tấn. Nhưng sau thế kỷ 13, nhiều quốc gia châu Âu như Đức, Pháp, Bồ Đào Nha, Ý và Tây Ban Nha bắt đầu quay trở lại lạm dụng thể xác để điều tra tôn giáo và cho các cuộc điều tra thế tục.  Đến thế kỷ 18, ảnh hưởng lan rộng của Khai sáng đã khiến các quốc gia châu Âu từ bỏ thẩm vấn chính thức bị nhà nước trừng phạt bằng cách tra tấn. Đến năm 1874, Victor Hugo có thể tuyên bố một cách chính đáng rằng "sự tra tấn đã không còn tồn tại". Tuy nhiên, trong thế kỷ 20, các quốc gia độc tài như Phát xít Ý của Mussolini, Đệ tam Quốc xã của Hitler, và Liên Xô của Lenin và Stalin lại tiếp tục thực hành tra tấn, và trên quy mô khổng lồ.